# Handbol Esportiu Castelldefels
Handbol Esportiu Castelldefels ist der Name eines spanischen Handballvereins aus Katalonien. Größter Erfolg war der Gewinn der Copa de la Reina im Jahr 1980.

## Geschichte
Der Verein wurde im September 1973 in Castelldefels nahe Barcelona, als Mehrspartenverein gegründet, angeboten wurden Schießen, Volleyball, Basketball und auch Handball. Die Gründer, die mit dem Hotel Rancho in Verbindung standen, nannten den Club zunächst Rancho de Castelldefels bzw. Club Balonmano Rancho (Handballclub Rancho).
Die Frauenmannschaft stieg nach der Saison 1977/1978 in die Primera División, die höchste spanische Liga, auf. Im Jahr 1980 gewann das Team den spanischen Pokalwettbewerb Copa de la Reina und wurde Zweiter der Liga, auch 1981 konnte man nochmals den zweiten Platz in der Liga belegen. 1990 stieg der Verein auch aufgrund wirtschaftlicher Probleme aus Spaniens erster Liga ab. Dem Verein gelang noch zwei Mal der Aufstieg in die höchste Liga: 2004 konnte man sich nur eine Saison lang dort halten, ab 2012 war der Verein dann nochmals drei Spielzeiten in Spaniens División de Honor vertreten. 2012 gewann das Team auch den katalanischen Supercup, die Supercopa de Catalunya.
Gab es zunächst nur eine Frauenmannschaft, wuchs der Verein auf bis zu 13 Mannschaften, davon sieben männliche Teams, an. Der Verein wurde im Jahr 1991 neu gegründet.

## Spielerinnen
Zu den bekannten Spielerinnen zählten Emma Boada, Judit Sans, Sara Gil de la Vega, Rosa Campama, Lidia Gordo, Luisa Ruiz, Julia Cano, Isabel Grimau, Lydia Pena, Angels Casafont, Carmen Rans, Rosa García, Montse Pujol und Esperanza Ruiz.

## Trainer
Trainer des Vereins waren Federico Vélez, Emilio Alonso Río, Jaume Conejero und Fernando Barbeito.